# Miłoszów
Miłoszów (niem. Hartmannsdorf) – wieś w Polsce, położona w województwie dolnośląskim, w powiecie lubańskim, w gminie Leśna.
W 1460 roku wieś pojawia się w źródłach pod nazwą Hartmannsdorff. W latach 1500–1979 w Miłoszowie znajdował się pałac, który podczas II wojny światowej został zniszczony. Pałac i Miłoszów od XV do XVII wieku należały do znanego łużyckiego rodu von Döbschützów. W przeszłości czynna była tutaj szlifiernia pereł i granatów.
W czasie wojny istniała tam od 20 kwietnia 1944 filia obozu koncentracyjnego Gross-Rosen oraz obóz jeniecki Stalag IV F. Więźniów zatrudniano przy kopaniu podziemnych tuneli oraz w miejscowej fabryce zbrojeniowej. Do dziś zachowała się fabryka oraz dwa wejścia do sztolni, zasypane zaraz po wojnie, oznaczone jako obiekty niespenetrowane.
W latach 1975–1998 miejscowość administracyjnie należała do województwa jeleniogórskiego.
Przez Miłoszów przepływa rzeka Miłoszowski Potok (Czarny Strumień), który jest lewobrzeżnym dopływem Kwisy.
Do 21 grudnia 2007 w miejscowości funkcjonowało przejście graniczne Miłoszów-Srbská, które zostało zlikwidowane na mocy układu z Schengen.